# 放送局
放送局（ほうそうきょく、英: broadcasting station）とは、放送を行う事業体および、その設備全体のこと。

## 日本の放送局

### 定義
引用の促音の表記は原文ママ。「法」は電波法を表す。
放送法では、第2条第20号に「放送をする無線局」と定義し、その無線局が陸上にあるか上空にあるかはたまた人工衛星であるか、また、試験的なものか否かの一切を問うていない。
これに対し、総務省令電波法施行規則では第4条第1項に、
- 第2号に「基幹放送局」を「基幹放送（法第5条第4項の基幹放送をいう。以下同じ。）を行う無線局（当該基幹放送に加えて基幹放送以外の無線通信の送信をするものを含む。）であつて、基幹放送を行う実用化試験局以外のもの」
- 第2号の2に「地上基幹放送局」を「地上基幹放送（放送法第2条第15号 の地上基幹放送をいう。以下同じ。）又は移動受信用地上基幹放送（同法第2条第14号 に規定する移動受信用地上基幹放送をいう。以下同じ。）を行う基幹放送局（放送試験業務を行うものを除く。）」
- 第2号の3に「特定地上基幹放送局」を「基幹放送局のうち法第6条第2項に規定する特定地上基幹放送局（放送試験業務を行うものを除く。）」
- 第3号に「地上基幹放送試験局」を「地上基幹放送又は移動受信用地上基幹放送を行う基幹放送局（放送試験業務を行うものに限る。）」
- 第3号の2に「特定地上基幹放送試験局」を「基幹放送局のうち法第6条第2項に規定する特定地上基幹放送局（放送試験業務を行うものに限る。）」
- 第3号の3に「地上一般放送局」を「地上一般放送（放送法施行規則第2条第4号の2に規定する地上一般放送をいう。以下同じ。）を行う無線局であつて、地上一般放送を行う実用化試験局以外のもの」
- 第20号の11に「衛星基幹放送局」を「衛星基幹放送（放送法第2条第13号 の衛星基幹放送をいう。以下同じ。）を行う基幹放送局（衛星基幹放送試験局を除く。）」
- 第20号の12に「衛星基幹放送試験局」を「衛星基幹放送を行う基幹放送局（放送及びその受信の進歩発達に必要な試験、研究又は調査のため、一般公衆によつて直接受信されるための無線電話、テレビジョン、データ伝送又はファクシミリによる無線通信業務を試験的に行うものに限る。）

とそれぞれ定義し、細別している。また、第20号に定義する「人工衛星局」、第23号に定義する「実用化試験局」においても、放送を行う場合がある。
なお「放送局としての無線局免許を受けた者」すなわち「放送局の免許人」と「放送事業者」は同義ではない。
- 基幹放送は原則として、放送局の免許を保有するハード事業者とコンテンツを持つ（が放送局の免許を持たない）ソフト事業者を分離するものとしている。ソフト事業者は放送法による認定を受け認定基幹放送事業者として放送事業者となるが、基幹放送局の免許人であるハード事業者は基幹放送局提供事業者となり放送事業者ではない。
- 衛星一般放送においてもハードとソフトが分離されており、ソフト事業者は放送法による衛星一般放送事業者としての登録により放送事業者となるが、ハード事業者は人工衛星局を保有する電気通信事業者であり放送事業者ではなく、放送局の免許人でもない。
- 地上一般放送のエリア放送においては、ハードとソフトを分離することができる。ソフト事業者は放送法による有線一般放送事業者としての届出により放送事業者となるが、地上一般放送局の免許人であるハード事業者は放送事業者ではない。

### 開設
基幹放送局（地上基幹放送試験局、衛星基幹放送局、衛星基幹放送試験局及び基幹放送を行う実用化試験局を含む。）の開設の基準は総務省令基幹放送局の開設の根本的基準に、地上一般放送局の開設の基準は無線局（基幹放送局を除く。）の開設の根本的基準に定められている。

### 放送をする無線局の免許状
電波法第14条第2項および第3項の規定により、基幹放送局の免許状には次の事項が記載される。
1. 免許の年月日及び免許の番号
2. 免許人の氏名又は名称及び住所
3. 無線局の種別
4. 無線局の目的（主たる目的及び従たる目的を有する場合は、その主従の区別を含む。）
5. 通信の相手方及び通信事項（基幹放送のみを行う場合は除く。）
6. 無線設備の設置場所
7. 免許の有効期間
8. 識別信号
9. 電波の型式及び周波数
10. 空中線電力
11. 運用許容時間
12. 放送区域

上記に加え
- 特定地上基幹放送局は放送事項
- 認定基幹放送事業者の地上基幹放送局は認定基幹放送事業者の氏名又は名称

も記載される。また、地上一般放送局の免許状には上記の1～11の事項が記載される。

### 施設としての放送局
多くの放送局は、放送を行う施設として、放送番組を制作しプログラム（番組表）に沿って電気信号として順次出力する演奏所と、それを電波として送信する送信所の2つの施設に分かれる。演奏所は多くの場合、放送局を開設する放送事業者の本社であるが、これ以外に放送番組を制作する施設を持つものもある。
なお、基幹放送局の内、最も中心的な機能を果たすものを親局、それ以外を中継局と呼ぶ。国土が広い或いは起伏に富んでいる地域においては、親局の電波が届かない箇所が生じる為、中継局を設置している。

### 語の転用
日本語の「放送局」は、自分の見聞きしたことを何でも他人に話さないと気が済まない人（おしゃべり）の形容にも用いられる。